# N-متیل‌اسپیپرون
N-متیل‌اسپیپرون (به انگلیسی: N-Methylspiperone) یک ترکیب شیمیایی با شناسه پاب‌کم ۱۱۹۱۴۶ است.